# 巴拉顿圣捷尔吉
巴拉顿圣捷尔吉是匈牙利绍莫吉州所辖的一个村。总面积23.68平方公里，总人口1611，人口密度68.0人/平方公里（2011年1月1日）。